# Don Shirley
Donald Walbridge Shirley (Pensacola, 29 de enero de 1927-Manhattan, 6 de abril de 2013), más conocido como Don Shirley, fue un pianista y compositor de jazz y de música clásica estadounidense. Grabó muchos álbumes para la discográfica Cadence Records durante las décadas de 1950 y 1960, en los que experimentaba con el jazz e influencias de la música clásica. Compuso sinfonías para órgano, conciertos de piano y de chelo, cuartetos de cuerda, una ópera de un acto, obras para órgano, piano y violín, un poema sinfónico basado en la novela Finnegans Wake de James Joyce, y un grupo de «Variaciones» sobre la leyenda de Orfeo en el inframundo. Durante los sesenta, Shirley se embarcó en varias giras musicales, algunas en los estados del Sur Profundo, en las que contrató a Tony «Lip» Vallelonga, portero de una discoteca de Nueva York,  como su chofer y guardaespaldas personal. La historia de ambos fue adaptada para el cine en la película de 2018 Green Book.

## Biografía

### Primeros años
Donald Walbridge Shirley nació el 29 de enero de 1927 en Pensacola, Florida, hijo de los inmigrantes jamaicanos Stella Gertrude (1903-1936), una maestra, y Edwin S. Shirley (1885-1982), un sacerdote episcopal. En varios artículos se sostuvo que su lugar de nacimiento fue en Kingston, pero esto es incorrecto porque algunos de sus promotores publicitaban falsamente que había nacido en Jamaica.

### Educación
Shirley comenzó a tocar el piano cuando tenía dos años. A la edad de nueve, fue invitado a estudiar teoría musical con Mittolovski en el Conservatorio de Leningrado. También estudió con Conrad Bernier y Thaddeus Jones en la Universidad Católica de América, en Washington D. C., donde obtuvo el título de grado en 1953. Después de abandonar el piano durante un tiempo, Shirley obtuvo un doctorado en psicología en la Universidad de Chicago.

### Carrera
En 1945, a la edad de dieciocho, Shirley tocó el Concierto para piano n.º 1 de Chaikovski con la Orquesta Boston Pops. Un año después, tocó una de sus composiciones con la Orquesta Filarmónica de Londres. En 1949, recibió la invitación del gobierno haitiano de tocar durante la Exposición General de segunda categoría de Puerto Príncipe y posteriormente el presidente Dumarsais Estimé y el arzobispo Le Goise le pidieron una nueva presentación para la siguiente semana.
Desanimado por la falta de oportunidades para músicos clásicos de piel negra, Shirley abandonó el piano como carrera cuando era joven. Estudió psicología en la Universidad de Chicago y comenzó a trabajar como psicólogo en esa ciudad. Allí también regresó a la música y obtuvo una beca para estudiar la relación entre la música y el crimen juvenil, que había aumentado durante la era de la posguerra a principios de 1950. Tocando en un pequeño club, experimentó con el sonido para determinar las reacciones de la audiencia.
Durante las décadas de 1950 y 1960, Shirley grabó muchos álbumes para Cadence Records, en los que experimentaba mezclando el jazz con influencias de la música clásica. En 1961, su sencillo «Water Boy» alcanzó la posición número 40 en la lista Billboard Hot 100 y se mantuvo en ella durante 14 semanas. Dio presentaciones en la ciudad de Nueva York, donde Duke Ellington le oyó tocar y luego iniciaron una relación de amistad. A pedido de Arthur Fiedler, Shirley se presentó junto a la Orquesta Boston Pops en junio de 1954. En 1955, lo hizo junto a la Orquesta Sinfónica de la NBC en el estreno del concierto de piano de Ellington en Carnegie Hall. También apareció en el programa televisivo Arthur Godfrey and His Friends.
Durante los años sesenta, Shirley dio varias giras musicales, algunas en estados sureños, creyendo que con sus actuaciones podría cambiar el parecer sobre los negros. Para su viaje, contrató a un portero de una discoteca de Nueva York, Tony «Lip» Vallelonga, como su chofer y guardaespaldas. Su historia fue adaptada en la película de 2018 Green Book. De acuerdo al relato de la película, a pesar de fricciones iniciales debido a sus personalidades diferentes, los dos se volvieron buenos amigos. Sin embargo, Maurice Sherley, hermano de Don, dijo que él «nunca consideró a Tony su "amigo"; era su empleado, su chofer (quien resentía tener que usar una gorra y uniforme)».
En el otoño de 1968, Shirley interpretó el concierto de Chaikovski con la Orquesta Sinfónica de Detroit. También trabajó con la Orquesta Sinfónica de Chicago y con la Orquesta Sinfónica Nacional de Estados Unidos. Compuso sinfonías para la Orquesta Filarmónica de Nueva York y la Orquesta de Filadelfia. Tocó como solista con la orquesta en el Teatro de La Scala de Milán en un programa dedicado a la música de George Gershwin.
Shirley falleció el 6 de abril de 2013 por complicaciones cardíacas, a los 86 años de edad.

## En la cultura popular
- Green Book  (2018)

## Discografía
- Tonal Expressions (Cadence, 1955)
- Orpheus in the Underworld (Cadence, 1956)
- Piano Perspectives (Cadence, 1956)
- Don Shirley Duo (Cadence, 1956)
- Don Shirley with Two Basses (Cadence, 1957)
- Improvisations (Cadence, 1957)
- Don Shirley (Audio Fidelity, 1959)
- Don Shirley Solos (Cadence, 1959)
- Don Shirley Plays Love Songs (Cadence, 1960)
- Don Shirley Plays Gershwin (Cadence, 1960)
- Don Shirley Plays Standards (Cadence, 1960)
- Don Shirley Plays Birdland Lullabies (Cadence, 1960)
- Don Shirley Plays Showtunes (Cadence, 1960)
- Don Shirley Trio (Cadence, 1961)
- Piano Arrangements of Spirituals (Cadence, 1962)
- Pianist Extraordinary (Cadence, 1962)
- Piano Spirituals (1962)
- Don Shirley Presents Martha Flowers (1962)
- Drown in My Own Tears (Cadence, 1962)
- Water Boy (Columbia, 1965)
- The Gospel According to Don Shirley (Columbia, 1969)
- Don Shirley in Concert (Columbia, 1969)
- The Don Shirley Point of View (Atlantic, 1972)
- Home with Donald Shirley (2001)[9]